# 大基斯尼察
48°8′22″N 28°27′45″E / 48.13944°N 28.46250°E
大基斯尼察（烏克蘭語：Велика Кісниця）是位於烏克蘭西南部文尼察州莫希利夫-波迪利斯基区扬皮尔市镇的村莊，處於德涅斯特河畔，始建於1700年，面積11.1平方公里，海拔高度47米，2001年人口3,212。